# Колидж Плейс
Колидж Плейс (на английски: College Place) е град в окръг Уола Уола, щата Вашингтон, САЩ. Колидж Плейс е с население от 7818 жители (2000) и обща площ от 6,3 km². Намира се на 242 m надморска височина. ЗИП кодът му е 99324, а телефонният му код е 509.